# Upton Bishop
Upton Bishop est une paroisse civile et un village du Herefordshire, en Angleterre.